# Acacia chartacea
Acacia chartacea — вид квіткових рослин з родини бобових. Ареал: Австралія (зх. Західна Австралія).

## Екологія
Росте серед піщаних дюн і піщаних рівнин, що ростуть на піщаних або піщано-глинистих ґрунтах.

## Біоморфологічна характеристика
Це кущ або дерево, що зазвичай досягає висоти від 1.5 до 4 метрів, а іноді досягає 6 метрів. Гілочки можуть містити міцні прилистки довжиною від 3 до 6 мм, але у старих рослин вони часто відсутні. Він має асиметричні зелені філодії з помітною середньою жилкою, які мають яйцювату або еліптичну форму, довжину від 2 до 6.5 см і ширину від 1 до 3.3 мм. Цвіте з серпня по грудень і дає кремово-жовті квітки. Суцвіття у верхніх пазухах і мають сферичні щільно упаковані голови, що містять від 60 до 90 квіток. Світло-коричневі плоди вузької довгастої форми, мають довжину до 5 см і ширину від 8 до 12 мм.